# العلاقات البوتانية النيجيرية
العلاقات البوتانية النيجيرية هي العلاقات الثنائية التي تجمع بين بوتان ونيجيريا.

## مقارنة بين البلدين
هذه مقارنة عامة ومرجعية للدولتين:
| وجه المقارنة                                              | بوتان          | نيجيريا                     |
| --------------------------------------------------------- | -------------- | --------------------------- |
| المساحة (كم2)                                             | 38.39 ألف      | 923.77 ألف                  |
| عدد السكان (نسمة)                                         | 807.61 ألف     | 190.89 مليون                |
| الكثافة السكانية (ن./كم²)                                 | 21.04          | 206.64                      |
| العاصمة                                                   | تيمفو          | أبوجا، لاغوس                |
| اللغة الرسمية                                             | لغة دزونكا     | لغة إنجليزية، اللغة اليوربا |
| العملة                                                    | نغولترم بوتاني | نيرة نيجيرية                |
| الناتج المحلي الإجمالي (بليون دولار)                      | 2.51 مليار     | 375.77 مليار                |
| الناتج المحلي الإجمالي (تعادل القوة الشرائية) بليون دولار | 6.49 مليار     | 1.09 تريليون                |
| الناتج المحلي الإجمالي الاسمي للفرد دولار أمريكي          | 2.66 ألف       | 2.64 ألف                    |
| الناتج المحلي الإجمالي للفرد دولار أمريكي                 | 7.82 ألف       | 5.91 ألف                    |
| مؤشر التنمية البشرية                                      | 0.605          | 0.514                       |
| رمز المكالمات الدولي                                      | +975           | +234                        |
| رمز الإنترنت                                              | .bt            | .ng                         |
| المنطقة الزمنية                                           | ت ع م+06:00    | ت ع م+01:00                 |

## منظمات دولية مشتركة
يشترك البلدان في عضوية مجموعة من المنظمات الدولية، منها:
| علم المنظمة | اسم المنظمة                        | تاريخ انضمام بوتان | تاريخ انضمام نيجيريا |
| ----------- | ---------------------------------- | ------------------ | -------------------- |
|             | مؤسسة التنمية الدولية              | 28 سبتمبر 1981     | 14 نوفمبر 1961       |
|             | الأمم المتحدة                      | 21 سبتمبر 1971     | 7 أكتوبر 1960        |
|             | منظمة الشرطة الجنائية الدولية      | ?                  | ?                    |
|             | الاتحاد الدولي للاتصالات           | 15 سبتمبر 1988     | 11 أبريل 1961        |
|             | البنك الدولي للإنشاء والتعمير      | 28 سبتمبر 1981     | 30 مارس 1961         |
|             | الاتحاد البريدي العالمي            | ?                  | ?                    |
|             | منظمة حظر الأسلحة الكيميائية       | ?                  | ?                    |
|             | مؤسسة التمويل الدولية              | 1 ديسمبر 2003      | 30 مارس 1961         |
|             | وكالة ضمان الاستثمار متعدد الأطراف | 21 أكتوبر 2014     | 12 أبريل 1988        |
|             | يونسكو                             | 13 أبريل 1982      | 14 نوفمبر 1960       |

## وصلات خارجية
- موقع وزارة الخارجية البوتانية
- موقع وزارة الخارجية النيجيرية